# Międzynarodowy Dzień Świadomości Zagrożenia Hałasem
Międzynarodowy Dzień Świadomości Zagrożenia Hałasem (ang. Noise Awareness Day, w skrócie NAD) – święto ustanowione przez Ligę Niedosłyszących (ang. The Center for Hearing and Communication) w celu zwrócenia uwagi na powszechne występowanie hałasu w życiu ludzi, jego wpływu na zdrowie oraz zwiększania świadomości występowania tego szkodliwego zjawiska.
Po raz pierwszy było obchodzone w roku 1995 przez Ligę Niedosłyszących. Obchody tego dnia w Polsce zapoczątkowało Towarzystwo Higieny Akustycznej w roku 2000. Święto jest obchodzone co roku na świecie i przypada w kwietniu. Początkowo jego data była ruchoma i przypadało ono zazwyczaj w ostatnią środę kwietnia aż do roku 2006, kiedy to ustalono ją na 25 kwietnia (nadal funkcjonują obie daty).
Święto jest często mylnie nazywane Dniem Hałasu lub Dniem Walki z Hałasem .